# Zinsrechnung
Die Zinsrechnung ist ein Teilgebiet und zugleich Grundlage der klassischen Finanzmathematik. Sie stellt mathematische Formeln und Verfahren zur Berechnung von Zinsen und zur zeitlichen Entwicklung von zinstragendem Kapital bereit.

## Allgemeines
Grundsätzlich gibt es zwei Modelle zur Berechnung von Zinsen: Bei der „einfache Zinsrechnung“ werden anfallende und nicht ausgezahlte Zinsen niemals dem zinstragenden Kapital (z. B. Kredit, Darlehen oder Spareinlage) zugeschlagen. Bei der Zinseszinsrechnung hingegen werden nicht ausgezahlte Zinsen zum zinstragenden Kapital zugeschlagen und somit bei der weiteren Verzinsung berücksichtigt.
Des Weiteren kann man nach der Anzahl der Zinsperioden (Verzinsungen) im Jahr zwischen jährlicher (einmalige Verzinsung) und unterjähriger Verzinsung (mehrmalige Verzinsung), sowie dem Sonderfall stetiger Verzinsung unterscheiden. Standardfall ist die jährliche Verzinsung: Das Kapital wird einmal jährlich, üblicherweise am Jahresende, verzinst. Dabei wird die Verzinsung im Anschluss an die Zinsperiode als dekursiv, die Vorabverzinsung als antizipativ bezeichnet.
Wird innerhalb der Zinsperiode auf ein Sparkonto eingezahlt oder davon abgehoben, so wird von Finanzunternehmen im Allgemeinen die gemischte Verzinsung herangezogen. Diese Art der Verzinsung kommt deshalb auch bei allen Anlagen mit einer Laufzeit, die nicht einem Vielfachen der Zinsperiode entspricht (zum Beispiel 3,5 Jahre bei jährlicher Verzinsung), zur Anwendung. Man spricht hierbei von gebrochener Laufzeit.
Während die Zinsrechnung im Allgemeinen von einem einmalig eingezahlten beziehungsweise geliehenen Betrag bzw. Anfangskapital ausgeht, beschäftigt sich das Teilgebiet der Rentenrechnung umgekehrt vor allem mit regelmäßig wiederkehrenden Ein- und Auszahlungen, wobei beide Aspekte schließlich in Form der Tilgungsrechnung zusammenfließen, etwa, wenn auf eine einmalige Auszahlung eines Kredits anschließend einer Serie mehr oder minder regelmäßiger Einzahlungen folgt, mit denen dieser Kredit wieder „abgezahlt“, also getilgt wird.

## Vorbemerkungen
Die in diesem Artikel aufgeführten Formeln für die Zinsrechnung verwenden folgende Symbole:
- Anfangskapital: {\displaystyle K_{0}} (Kapital nach 0 Jahren),
- Endkapital: {\displaystyle K_{n}} (Kapital nach {\displaystyle n} Jahren),
- Laufzeit (ganze Jahre): {\displaystyle n} Eingabe in Jahren,
- Laufzeit (Tage): {\displaystyle t} Eingabe in Tagen,
- Zinssatz in Prozent: {\displaystyle p} (pro Zinsperiode),
- Zinssatz als Dezimalangabe: {\displaystyle i={\tfrac {p}{100}}} (pro Zinsperiode) und
- Zinssatz als Zinsfaktor: {\displaystyle q=1+i=1+{\tfrac {p}{100}}} (pro Zinsperiode).

Je nach Berechnungsmethode schwankt das Jahr zwischen 360 und 366 Tagen, der Monat zwischen 28 und 30 bis 31 Tagen. Z. B. 7 % Zinssatz für die Laufzeit von 360 Tagen.

## Jährliche Verzinsung

### Einfache Zinsen ohne Zinseszinsen (lineare Verzinsung)
Bei jährlicher Verzinsung gilt für das Endkapital nach {\displaystyle n} Jahren:
{\displaystyle K_{n}=K_{0}+K_{0}\cdot n\cdot i=K_{0}\cdot (1+n\cdot i)}.
Durch Umformung erhält man Formeln zur Berechnung des für ein bestimmtes Endkapital nötigen Startkapitals, Zinssatzes oder der Laufzeit:
{\displaystyle {\begin{aligned}K_{0}&={\frac {K_{n}}{1+n\cdot i}},\\i&={\frac {1}{n}}\cdot \left({\frac {K_{n}}{K_{0}}}-1\right),\\n&={\frac {1}{i}}\cdot \left({\frac {K_{n}}{K_{0}}}-1\right).\end{aligned}}}

#### Beispiel
Ein Startkapital von 1.000 € wird zu einem jährlichen Zinssatz von 5 % über 2 Jahre angelegt. Bei einfacher Verzinsung ergibt sich ein Endkapital von
{\displaystyle K_{2}=1000\;\mathrm {\euro} \cdot (1+2\cdot 0{,}05)=1100\;\mathrm {\euro} }.

### Zinseszinsrechnung (exponentielle Verzinsung)
Die Formel für das Kapital nach {\displaystyle n} Jahren bei jährlicher Verzinsung und Zinseszinsen lautet:
{\displaystyle K_{n}=K_{0}\cdot (1+i)^{n}=K_{0}\cdot q^{n}}.
Die Formel lässt sich umstellen, um bei gegebenem Endkapital das Startkapital, den Zinssatz oder die Laufzeit zu bestimmen:
{\displaystyle {\begin{aligned}K_{0}&={\frac {K_{n}}{(1+i)^{n}}}={\frac {K_{n}}{q^{n}}}.\\i&={\sqrt[{n}]{\frac {K_{n}}{K_{0}}}}-1\qquad {\text{oder}}\qquad q={\sqrt[{n}]{\frac {K_{n}}{K_{0}}}}.\\p&=\left({\sqrt[{n}]{\frac {K_{n}}{K_{0}}}}-1\right)\cdot 100.\\n&={\frac {\ln {\frac {K_{n}}{K_{0}}}}{\ln {(1+i)}}}={\frac {\ln {K_{n}}-\ln {K_{0}}}{\ln {q}}}.\end{aligned}}}

#### Beispiel
Ein Startkapital von 1.000 € wird zu einem jährlichen Zinssatz von 5 % p. a. über 2 Jahre angelegt. Mit Zinseszinsen ergibt sich ein Endkapital von
{\displaystyle K_{2}=1000\;\mathrm {\euro} \cdot (1+0{,}05)^{2}=1102{,}50\;\mathrm {\euro} }.
Wird die Laufzeit gesucht, nach der sich das Startkapital verdoppelt hat (Verdoppelungszeit), so gilt allgemein:
{\displaystyle n={\frac {\log {2}}{\log {(1+i)}}}={\frac {\log {2}}{\log {q}}}}.
Dieser Wert lässt sich auch durch die 72er-Regel abschätzen.
Wird schließlich umgekehrt von einem gegebenen Endwert auf das Startkapital zurückgerechnet, das zur Erzielung des Endwerts bei gegebener Laufzeit und gegebenem Zinssatz nötig wäre, wird dieser Wert als Barwert des Endwerts bzw. -kapitals bezeichnet:
{\displaystyle K_{0}=K_{2}\,/\,q^{n}=1100\;\mathrm {\euro} \,/\,(1+0{,}05)^{2}=997{,}73\;\mathrm {\euro} }.
In Worten: Um in 2 Jahren 1.100 € von einem mit 5 % p. a. verzinsten Konto abheben zu können, müssten dazu zum gegenwärtigen Zeitpunkt 997,73 € auf dieses Konto eingezahlt werden, anders gesagt, 1.100 € in 2 Jahren sind damit praktisch soviel wert wie ebendieser Betrag heute.

## Unterjährige Verzinsung
Bei unterjährig verzinslichen Anlagen erfolgt die Zinsgutschrift mehrmals im Jahr. Der Zeitraum der Verzinsung ist also kleiner als ein Jahr. Üblich sind beispielsweise Zeiträume von:
- einem halben Jahr,
- einem Quartal oder
- einem Monat oder
- tageweise bei Restmonaten.

Die Anzahl der Zinsperioden im Jahr wird in Formeln mit dem Buchstaben {\displaystyle m} bezeichnet. Bei quartalsweiser Verzinsung zum Beispiel wäre {\displaystyle m=4} (4 Quartale pro Jahr). Oftmals wird ein sogenannter nomineller Jahreszinssatz ({\displaystyle i_{\mathrm {nom} }}) angegeben.
Der relative Zinssatz {\displaystyle i_{\mathrm {rel} }} beträgt dann:
{\displaystyle i_{\mathrm {rel} }={\frac {i_{\mathrm {nom} }}{m}}}.
Die Formeln der unterjährigen Verzinsung sind dann wie oben beschrieben zu verwenden, der Zinssatz gilt lediglich nicht mehr pro Jahr, sondern pro Zinsperiode. Die Laufzeit wird ebenfalls nicht in Jahren, sondern in Zinsperioden angegeben.

### Einfache Verzinsung (linear)
Für das Endkapital {\displaystyle K_{n,k}} nach {\displaystyle n} Jahren mit je {\displaystyle m} Zinsperioden sowie {\displaystyle k} weiteren unterjährigen Zinsperioden gilt:
{\displaystyle K_{n,k}=K_{0}\cdot (1+[n\cdot m+k]\cdot i_{\mathrm {rel} })}.
Dabei stellt {\displaystyle n\cdot m+k} die Gesamtzahl von Zinsperioden nach {\displaystyle n} Jahren und {\displaystyle k} Perioden dar (Laufzeit in Zinsperioden).

#### Beispiel
Ein Kapital von 1.000 € wird bei monatlicher Verzinsung ({\displaystyle m=12}) zu einem nominellen Jahreszinssatz von 6 Prozent angelegt.
Der relative Periodenzinssatz beträgt 0,5 %. Nach 2 Jahren und 4 Monaten ergibt sich mit einfachen Zinsen ein Endkapital von
{\displaystyle K_{\mathrm {2,4} }=1000\;\mathrm {\euro} \cdot (1+[2\cdot 12+4]\cdot 0{,}005)=1000\;\mathrm {\euro} \cdot 1{,}140=1140\;\mathrm {\euro} }.

### Verzinsung mit Zinseszinsen (exponentiell)
Für das Endkapital {\displaystyle K_{n,k}} nach {\displaystyle n} Jahren mit je {\displaystyle m} Zinsperioden sowie {\displaystyle k} weiteren unterjährigen Zinsperioden gilt
{\displaystyle K_{n,k}=K_{0}\cdot (1+i_{\mathrm {rel} })^{n\cdot m+k}}.
Die Laufzeit in Zinsperioden berechnet sich also analog zur einfachen Zinsrechnung wieder zu {\displaystyle n\cdot m+k}.
Zusätzlich zum relativen und nominellen Zinssatz lässt sich beim Zinseszinsfall der effektive Jahreszinssatz {\displaystyle i_{\mathrm {eff} }} bestimmen, bei dem eine einmalige jährliche Verzinsung zu ebendiesem Zinssatz dasselbe Endkapital liefert wie eine mehrmalige unterjährige Verzinsung zum relativen Zinssatz. Mit {\displaystyle i_{\mathrm {nom} }} als dem nominellen Jahreszinssatz p. a., {\displaystyle m} als der Zahl der Zinsperioden pro Jahr sowie dem relativen Periodenzinssatz {\displaystyle i_{\mathrm {rel} }={\tfrac {i_{\mathrm {nom} }}{m}}} gilt dann:
{\displaystyle i_{\mathrm {eff} }=\left(1+{\frac {i_{\mathrm {nom} }}{m}}\right)^{m}-1}.
Multipliziert man die Klammer aus und lässt die höheren Potenzen von {\displaystyle i_{\mathrm {nom} }} (die für kleine {\displaystyle i_{\mathrm {nom} }} fast gar nichts zu der Summe beitragen) weg, kann man den Effektivzins gut abschätzen:
{\displaystyle i_{\mathrm {eff} }\approx i_{\mathrm {nom} }+{\frac {\binom {m}{2}}{m^{2}}}\cdot i_{\mathrm {nom} }^{2}=i_{\mathrm {nom} }+{\frac {1}{2}}\cdot {\frac {m-1}{m}}\cdot i_{\mathrm {nom} }^{2}}.
Der zusätzliche Zinsgewinn bei mehrmaliger unterjähriger Verzinsung gegenüber der einmaligen jährlichen Verzinsung kann damit wie folgt abgeschätzt werden:
{\displaystyle i_{\mathrm {eff} }-i_{\mathrm {nom} }\approx {\frac {m-1}{2m}}\cdot i_{\mathrm {nom} }^{2}\approx 0{,}5\cdot i_{\mathrm {nom} }^{2}}.

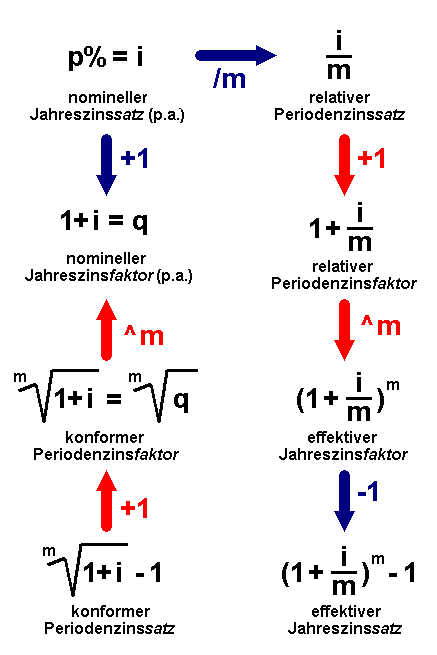
Zusammenhang der verschiedenen in der Zinsrechnung gebräuchlichen Zinssätze und -faktoren

Ist lediglich der Effektivzins gegeben, so ergibt sich der relative Periodenzinssatz, in diesem Fall von manchen Autoren auch „konformer Zinssatz“ {\displaystyle i_{\mathrm {kon} }} genannt, gemäß folgender Formel:
{\displaystyle i_{\mathrm {rel} }={\sqrt[{m}]{1+i_{\mathrm {eff} }}}-1=i_{\mathrm {kon} }}.
Was den Begriff des ebengenannten konformen Zinssatzes bzw. -fußes angeht, findet sich dieser im Schrifttum allerdings leider, wie schon der des effektiven Zinssatzes, auf mehrere nicht immer leicht voneinander unterscheidbare Weisen verwendet, was leicht zu Verwechslungen und Missverständnissen führt. Entscheidend ist dabei in allen Fällen, was als Bezugspunkt des konformen Zinssatzes gewählt wird, d. h. womit dieser Zinssatz „konform“ bzw. wozu er „äquivalent“ oder „wertgleich“ sein soll.
So wird er von einzelnen Autoren, aber z. B. SAP in deren Banking-Software als konformer Jahreszinssatz mit dem effektiven Jahreszinssatz gleichgesetzt, im Gros der Fälle jedoch lediglich ausgehend von diesem oder dem nominellen Jahreszinssatz definiert.
Erfolgt die Definition des „konformen“ Zinssatzes bzw. -fußes gemäß nachstehender Formel lediglich auf Grundlage des effektiven Jahreszinsatzes, ohne ihn mit diesem gleichzusetzen, erweist er sich damit in der Endkonsequenz als nichts anderes als der schon genannte relative Periodenzinssatz:
{\displaystyle i_{\mathrm {kon} }={\sqrt[{m}]{1+i_{\mathrm {eff} }}}-1={\sqrt[{m}]{1+\left(1+{\frac {i_{\mathrm {nom} }}{m}}\right)^{m}-1}}-1={\frac {i_{\mathrm {nom} }}{m}}=i_{\mathrm {rel} }}.
Dieser „konforme“ Zinssatz ist somit derjenige Zinssatz, der bei m-facher geometrischer bzw. exponentieller Verzinsung zum Jahresende dasselbe Ergebnis wie die einfache Anwendung des effektiven Jahreszinssatzes liefert:
{\displaystyle (1+i_{\mathrm {kon} })^{m}=1+i_{\mathrm {eff} }}.
Um Missverständnissen vorzubeugen, sollte der so definierte „konforme“ Zinssatz daher präziser als zum effektiven Jahreszinssatz konformer (wertgleicher) unterjähriger Zinssatz bezeichnet –– oder stattdessen besser von vornherein dem bedeutungsgleichen Begriff des relativen Periodenzinssatzes der Vorzug gegeben – werden.
Der andere Teil der überwiegenden Zahl von Autoren dagegen wählt als Bezugspunkt für die Definition des „konformen“ Zinssatzes statt des effektiven den nominellen Jahreszinssatz
{\displaystyle i_{\mathrm {kon} }={\sqrt[{m}]{1+i_{\mathrm {nom} }}}-1}.
Der „konforme“ Zinssatz ist damit nun – anders als zuvor – derjenige Zinssatz, der bei m-facher geometrischer bzw. exponentieller Verzinsung zum Jahresende dasselbe Ergebnis wie die einfache Anwendung des nominellen Jahreszinssatzes liefert
{\displaystyle (1+i_{\mathrm {kon} })^{m}=1+i_{\mathrm {nom} }},
weshalb er von einigen Autoren auch als – man sollte ergänzen „zum nominellen Jahreszinssatz“ – konformer (äquivalenter) unterjähriger oder Periodenzinssatz bezeichnet wird.

#### Beispiel 1
Ein Kapital von 1.000 € wird wie oben angelegt {\displaystyle (m=12}; {\displaystyle i_{\mathrm {nom} }=6,\%}, {\displaystyle i_{\mathrm {rel} }={\tfrac {0{,}06}{12}}=0{,}005,i_{\mathrm {kon} }={\sqrt[{12}]{1{,}06}}-1\approx 0{,}004868)}.
Nach 2 Jahren und 4 Monaten und damit 28-maliger geometrischer bzw. exponentieller Verzinsung mit dem relativen Periodenzinssatz {\displaystyle i_{\mathrm {rel} }} beträgt das Kapital inkl. der Zinseszinsen dann
{\displaystyle K_{\mathrm {2,4} }=1000\;\mathrm {\euro} \cdot (1+0{,}005)^{2\cdot 12+4}\approx 1149{,}87\;\mathrm {\euro} }.
Dasselbe Resultat erhielte man aber auch, wenn man von vornherein mit dem effektiven Jahreszinssatz, in diesem Fall
{\displaystyle i_{\mathrm {eff} }=\left(1+{\frac {0{,}06}{12}}\right)^{12}-1\approx 0{,}061678\approx 6{,}1678\,\%},
rechnen würde:
{\displaystyle K_{\mathrm {2,4} }=1000\;\mathrm {\euro} \cdot (1+0{,}061678)^{\frac {28}{12}}\approx 1149{,}87\;\mathrm {\euro} }.
Würde dagegen in gleicher Weise, nur diesmal mit dem (zum nominellen Jahreszinssatz) konformen Periodenzinssatz {\displaystyle i_{\mathrm {kon} }} verzinst, ergäbe sich nach Ablauf der 28 Monate nur noch ein Kapital inkl. Zinseszinsen von
{\displaystyle K_{\mathrm {2,4} }=1000\;\mathrm {\euro} \cdot (1+0{,}06)^{\frac {28}{12}}=1000\;\mathrm {\euro} \cdot (1+0{,}004868)^{2\cdot 12+4}\approx 1145{,}64\;\mathrm {\euro} }.

#### Beispiel 2
Ein Kapital von 10.000 € wird angelegt zu {\displaystyle i_{\mathrm {nom} }=3\,\%} jährlich.
Bei einer jährlichen Verzinsung ({\displaystyle m=1}) beträgt das Kapital mit Zinsen nach einem Jahr:
{\displaystyle K_{1}=10000\;\mathrm {\euro} \cdot (1+0{,}03/1)^{1}=10300{,}00\;\mathrm {\euro} }
der Effektivzins ist {\displaystyle i_{\mathrm {eff} }=i_{\mathrm {nom} }=3{,}00\,\%}.
Bei einer unterjährigen quartalsweisen Verzinsung ({\displaystyle m=4}) beträgt das Kapital mit Zinsen nach einem Jahr:
{\displaystyle K_{\mathrm {1,0} }=10000\;\mathrm {\euro} \cdot (1+0{,}03/4)^{4}\approx 10303{,}39\;\mathrm {\euro} }
Der zusätzliche Zinsgewinn bei einer quartalsweisen Verzinsung gegenüber der jährlichen Verzinsung ist
{\displaystyle i_{\mathrm {eff} }-i_{\mathrm {nom} }=\left(1+{\frac {0{,}03}{4}}\right)^{4}-1-0{,}03\approx 0{,}03392\,\%}.
und kann abgeschätzt werden mit:
{\displaystyle i_{\mathrm {eff} }-i_{\mathrm {nom} }\approx {\frac {4-1}{2\cdot 4}}\cdot 0{,}03^{2}=0{,}03375\,\%}.
Bei einer unterjährigen monatlichen Verzinsung ({\displaystyle m=12}) beträgt das Kapital mit Zinsen nach einem Jahr:
{\displaystyle K_{\mathrm {1,0} }=10000\;\mathrm {\euro} \cdot (1+0{,}03/12)^{12}\approx 10304{,}16\;\mathrm {\euro} }
Der zusätzliche Zinsgewinn bei einer monatlichen Verzinsung gegenüber der jährlichen Verzinsung ist
{\displaystyle i_{\mathrm {eff} }-i_{\mathrm {nom} }=\left(1+{\frac {0{,}03}{12}}\right)^{12}-1-0{,}03\approx 0{,}04160\,\%}.
und kann abgeschätzt werden mit:
{\displaystyle i_{\mathrm {eff} }-i_{\mathrm {nom} }\approx {\frac {12-1}{2\cdot 12}}\cdot 0{,}03^{2}=0{,}04125\,\%}.
Bei einer unterjährigen stetigen Verzinsung ({\displaystyle m=\infty }, siehe weiter unten) beträgt das Kapital mit Zinsen nach einem Jahr:
{\displaystyle K_{1}=10000\;\mathrm {\euro} \cdot e^{1\cdot 0{,}03}\approx 10304{,}55\;\mathrm {\euro} }
Der zusätzliche Zinsgewinn bei einer stetigen Verzinsung gegenüber der jährlichen Verzinsung ist
{\displaystyle i_{\mathrm {eff} }-i_{\mathrm {nom} }=e^{1\cdot 0{,}03}-1-0{,}03\approx 0{,}04545\,\%}.
und kann abgeschätzt werden mit:
{\displaystyle i_{\mathrm {eff} }-i_{\mathrm {nom} }\approx {\frac {1}{2}}\cdot 0{,}03^{2}=0{,}04500\,\%}.
Eine Geldanlage mit einer jährlichen einmaligen Verzinsung von z. B. 3,05 % ergäbe damit also stets einen höheren Zinsertrag als eine Geldanlage mit einem nominalen Zinssatz von nur 3,00 % und dafür beliebig häufiger unterjähriger Verzinsung.
Viele Geldinstitute dagegen werben mit dem höheren Zinsertrag bei einer unterjährigen, z. B. quartalsweisen Verzinsung, ohne den höheren Zinsertrag genau zu beziffern. An dem obigen Beispiel ist leicht zu erkennen, dass die unterjährige quartalsweise Verzinsung bei einer Anlage von 10.000 € nur einen minimalen zusätzlichen Zinsertrag 3,39 € liefert, und selbst im Idealfall der stetigen Verzinsung wären es nicht mehr als 4,55 €.

## Gemischte Verzinsung
Üblicherweise schreiben Banken und andere Finanzunternehmen auf laufenden Konten und Sparbüchern die Zinsen am Ende der Zinsperiode gut. Bei Sparbüchern und anderen laufenden Konten ist dies meist das Ende des Jahres, bei vertraglich festgelegten Anlagen oft ein anderer Zeitpunkt.
Obwohl eigentlich nach Zinseszinsrechnung verfahren wird, wird Kapital, das nicht am letzten Zinsverrechnungszeitpunkt und damit auch nicht die gesamte Zinsperiode über angelegt war, mit einfachen Zinsen verzinst, ebenso wie an einem Auszahlungstag innerhalb der Zinsperiode die bis dahin im Jahr angefallenen.
Die folgende Grafik stellt eine übliche Anlage dar: die Anlage fällt auf einen beliebigen Tag des Jahres, das Kapital wird einige Jahre verzinst und schließlich an einem beliebigen Tag innerhalb des Jahres wieder ausgezahlt.
Der gesamte Anlagezeitraum setzt sich wie folgt zusammen:
{\displaystyle {\text{Restzeitraum 1}}+n~{\text{Jahre}}+{\text{Restzeitraum 2}}}.
Zunächst wird das Kapital über den Restzeitraum 1 ({\displaystyle t_{1}} Tage) mit einfachen Zinsen verzinst. Das so erhaltene Kapital verzinst sich über die {\displaystyle n} Jahre nach der Zinseszins-Formel. Der Restzeitraum 2 ({\displaystyle t_{2}} Tage) wird dann wieder vom Kapital am Ende des n-ten Jahres einfach verzinst. Zusammengefasst ergibt sich folgende Formel für das Kapital am Auszahlungstag:
{\displaystyle K=K_{0}\cdot \left(1+i\cdot {\frac {t_{1}}{360}}\right)\cdot (1+i)^{n}\cdot \left(1+i\cdot {\frac {t_{2}}{360}}\right)}
Nach der Deutschen Zinsberechnungsmethode werden für das Jahr 360 Tage angesetzt (siehe den entsprechenden Abschnitt im Artikel Zinssatz).
Bei gebrochenen Anlagelaufzeiten ist die Wertstellungspraxis der Banken zu beachten: Bei Sparguthaben wird in Deutschland üblicherweise der Anlagetag mitgerechnet, der Tag der Auszahlung wird aber nicht mehr verzinst. Ansonsten – z. B. bei Sicht- und Termineinlagen – wird umgekehrt zwar der Auszahlungstag, nicht aber der Einzahlungstag verzinst.
Bei unterjähriger Verzinsung geht man analog vor und verändert entsprechend den Bezugszeitraum (z. B. {\displaystyle n} in Quartalen, 90 statt 360 im Nenner).

### Beispiel
Am 25. Juni 2008 werden 1.000 € zu einem Zinssatz von 2,5 % auf einem Sparbuch angelegt. Wie hoch ist der Auszahlungsbetrag bei Auflösung des Sparbuches am 12. April 2013?
Bis zum Ende des Jahres 2008 vergehen nach Deutscher Zinsberechnungsmethode {\displaystyle t_{1}=6\cdot 30+6=186} Tage. Das Kapital liegt die gesamten Jahre 2009–2012 fest ({\displaystyle n=4}). Im Jahr 2013 werden noch für {\displaystyle t_{2}=3\cdot 30+11=101} Tage Zinsen gezahlt.
Das Kapital am Auszahlungstag beträgt also
{\displaystyle K=1000\;\mathrm {\euro} \cdot \left(1+0{,}025\cdot {\frac {186}{360}}\right)\cdot (1+0{,}025)^{4}\cdot \left(1+0{,}025\cdot {\frac {101}{360}}\right)=1125{,}91\;\mathrm {\euro} }
Die Berechnung einfacher Zinsen begünstigt den Anleger: falls Zinseszinsen über die gesamte Laufzeit berechnet würden, erhielte man im vorliegenden Fall
{\displaystyle K=1000\;\mathrm {\euro} \cdot 1{,}025^{4+{\frac {287}{360}}}\approx 1125{,}76\;\mathrm {\euro} }.

## Stetige Verzinsung
Die stetige Verzinsung (auch Momentanverzinsung oder kontinuierliche Verzinsung) ist ein Sonderfall der unterjährigen exponentiellen Verzinsung (mit Zinseszinsen), bei der die Anzahl der Zinsperioden gegen unendlich und die Länge der einzelnen Zinsperioden gegen null strebt.
Für das Endkapital nach {\displaystyle n} Jahren gilt bei einem Zinssatz {\displaystyle i}:
{\displaystyle {\begin{aligned}K&=\lim _{m\to \infty }\left[K_{0}\cdot \left(1+{\frac {i}{m}}\right)^{m\cdot n}\right]\\\end{aligned}}}
Mit der Substitution {\textstyle m=i\cdot x}  folgt
{\displaystyle K=\lim _{x\to \infty }K_{0}\left[\left(1+{\frac {1}{x}}\right)^{x}\right]^{i\cdot n}=K_{0}\cdot e^{i\cdot n}.}
Dabei ist  {\displaystyle e=2,7182818\ldots }  die Eulersche Zahl.
Ein Startkapital von 1.000 € wird zu einem Zinssatz von 5 Prozent über 2 Jahre angelegt. Bei stetiger Verzinsung ergäbe sich ein Endkapital von
{\displaystyle K_{2}=1000\;\mathrm {\euro} \cdot e^{2\cdot 0{,}05}=1105{,}17\;\mathrm {\euro} }
Einer der Vorteile der stetigen Verzinsung ist, dass man sich keine Gedanken über die Zinskapitalisierung machen muss, da quasi jederzeit kapitalisiert wird. Damit ist die stetige Verzinsung oft auch Grundlage von finanzmathematischen Modellen, da sich diese Verzinsungsart besonders einfach handhaben lässt. Ein bekanntes Beispiel dafür ist das Black-Scholes-Modell.